# 森戸事件

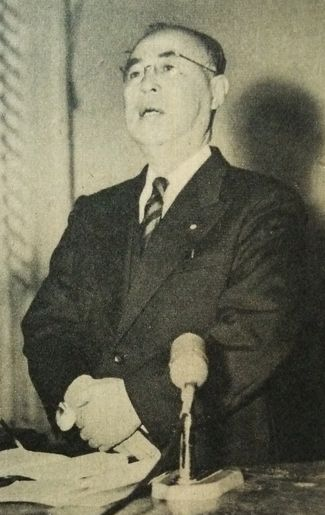
森戸辰男（1956年）

森戸事件（もりとじけん）は、1920年（大正9年）に起きた経済学者・森戸辰男の筆禍事件である。

## 事件の詳細
東京帝国大学助教授・森戸辰男はこの年、経済学部機関誌『経済学研究』にロシアの無政府主義者クロポトキンに関する「クロポトキンの社会思想の研究」を発表した。このことが上杉慎吉を中心とする興国同志会から「学術の研究に非ず、純然たる無政府主義の宣伝」と攻撃を受けて、雑誌は回収処分となった。さらに、新聞紙法第42条の朝憲紊乱罪により森戸は起訴され、文部省に従った当時の東大総長山川健次郎によって休職処分となる。『経済学研究』の編集を担当していた大内兵衛（当時の助教授）も掲載の責任を問われて起訴される。
10月2日、大審院（当時の大審院検事局検事総長は平沼騏一郎で1月11日に興国同志会の訪問を受けている）は上告を棄却して有罪が確定。「社会理想としての無政府主義」と「実行方針としての無政府主義」は峻別すべきと主張した森戸は結果的に禁錮刑だったのに対して大内は「森戸論文は不穏当と思った」「自分は国家主義の方面からの社会改良論者である事を明かにして置く」と釈明して罰金刑のみとなった。両名は失職し、同じ頃ILO日本代表派遣問題をめぐって東大を辞職した師の高野岩三郎とともに大原社会問題研究所に参加、同所の中核メンバーとなった。その後、大内は復職したが、人民戦線事件で検挙、再び東大を追われた。
同じ経済学部の教授である渡辺銕蔵などは、森戸の論文は論理も学術的価値もない、と批判した。
東大の学内からは、言論の自由の否定に対して学生の間から反発が起こり、森戸擁護の学生大会が連日行われた。吉野作造率いる新人会も森戸擁護の論陣を張った。この事件によって大学生らエリート知識人が反体制派に追いやられるようになり、後々には昭和研究会などにおいて革新的な国政運営が行われるようになる。
なお、岸信介は森戸を排斥した興国同志会に属していたが、この事件をきっかけに興国同志会をともに脱退した鹿子木員信と大川周明の支援を受けて「日の会」を結成している。北一輝に傾倒し、革新官僚としての満州国での活躍や戦後の社会党からの出馬検討など、岸はマルクス的社会主義にある種の共感を持っていたとされる。